# Rock Island (album)
Pour les articles homonymes, voir Rock Island.
Albums de Jethro Tull
Crest of a Knave
(1987) Live at Hammersmith '84
(1990)
Singles
1. Kissing Willie
Sortie : 1989
2. Another Christmas Song
Sortie : 1989

Rock Island est le dix-septième album studio du groupe de rock anglais Jethro Tull. Il sort le 21 août 1989 sur le label Chrysalis Records et est produit par Ian Anderson. Comme son prédécesseur, Crest of a Knave, il est plus orienté hard rock que rock progressif.

## Titres
- Toutes les chansons sont signées par Ian Anderson.

1. Kissing Willie – 3:32
2. The Rattlesnake Trail – 3:59
3. Ears of Tin – 4:53
4. Undressed to Kill – 5:24
5. Rock Island – 6:52
6. Heavy Water – 4:12
7. Another Christmas Song – 3:30
8. The Whaler's Dues – 7:53
9. Big Riff and Mando – 5:57
10. Strange Avenues – 4:09

### Titres bonus
Ces trois titres apparaissent sur la version remastérisée de l'album, sortie en 2006. Ils ont tous été enregistrés lors du concert de Jethro Tull à Zurich le 13 octobre 1989.
1. A Christmas Song – 3:06
2. Cheap Day Return / Mother Goose – 3:09
3. Locomotive Breath – 3:38

## Musiciens
- Ian Anderson : chant, flûte, guitare acoustique, mandoline, claviers, Synclavier, batterie, percussions (2, 7)
- Martin Barre : guitares acoustiques et électriques
- Dave Pegg : basse, basse acoustique, mandoline
- Doane Perry : batterie, percussions

### Musiciens additionnels
- Maartin Allcock : claviers (1, 10)
- Peter-John Vettese : claviers additionnels (3, 4, 5, 6)

## Charts et certification
| Pays        | Durée du classement | Meilleur classement |
| ----------- | ------------------- | ------------------- |
| Allemagne   | 15 semaines         | 5e                  |
| Autriche    | 2 semaines          | 20e                 |
| Canada      | 4 semaines          | 84e                 |
| États-Unis  | 18 semaines         | 56e                 |
| Norvège     | 1 semaine           | 14e                 |
| Pays-Bas    | 4 semaines          | 85e                 |
| Royaume-Uni | 6 semaines          | 18e                 |
| Suède       | 1 semaine           | 35e                 |
| Suisse      | 9 semaines          | 7e                  |

| Pays        | Certification | Ventes   | Date       |
| ----------- | ------------- | -------- | ---------- |
| Royaume-Uni | Argent        | 60 000 + | 08/09/1989 |

Singles
| Année | Single                 | Chart                  | Durée du classement | Position |
| ----- | ---------------------- | ---------------------- | ------------------- | -------- |
| 1989  | Kissing Willie         | Mainstream Rock Tracks | 10 semaines         | 6e       |
| 1989  | Another Christmas Song | UK Singles Chart       | 2 semaines          | 95e      |
| 1989  | Another Christmas Song | FIMI                   | —                   | 27e      |